# Số thập phân vô hạn tuần hoàn
Một số thập phân vô hạn tuần hoàn là biểu diễn thập phân của một số có phần thập phân lặp lại (lặp lại giá trị của nó ở các khoảng đều đặn) và phần lặp lại vô hạn không phải là số không. Có thể chứng minh được rằng một số là hữu tỉ khi và chỉ khi phần biểu diễn thập phân của nó lặp lại theo chu kỳ hoặc là hữu hạn. Ví dụ, biểu diễn thập phân của {\displaystyle {\tfrac {1}{3}}} trở nên lặp lại ngay sau dấu phẩy phân cách thập phân, với số 3 lặp lại mãi, 0,333…. Một ví dụ phức tạp hơn là 3227/555, trong đó phần biểu diễn thập phân trở nên tuần hoàn sau chữ số thứ hai của phần thập phân và lặp lại chuỗi "144" vô hạn: 5,8144144144…. Hiện tại, không có cách viết duy nhất được chấp nhận rộng rãi cho các phần thập phân lặp lại này.
Chuỗi số lặp đi lặp lại vô hạn được gọi là phần lặp lại của số này. Nếu phần lặp lại là một số không, biểu diễn thập phân này được gọi là số thập phân hữu hạn chứ không phải là số thập phân lặp lại, vì các số không được bỏ qua trong biểu thức biểu diễn số này. Bất kỳ các số thập phân hữu hạn đều có thể biểu diễn bằng phân số hệ thập phân, là một phân số với mẫu số là một lũy thừa của 10 (chẳng hạn 1,585 = 1585/1000); nó có thể viết thành một tỷ lệ dưới dạng k/2n5m với k không chia hết cho 2 và 5 (chẳng hạn 1,585 = 317/2352). Tuy nhiên, mọi số có diễn đạt thập phân hữu hạn cũng có một cách diễn đạt thay thế thứ hai như là một số thập phân lặp lại với phần lặp lại là vô hạn số 9. Điều này có được bằng cách giảm số cuối cùng đi 1 và nối thêm vô hạn số 9. 1,0000... = 0,999.....  và 1,585000... = 1,584999… là hai ví dụ. (Kiểu thập phân lặp lại này có thể thu được bằng phép chia số lớn nếu ta sử dụng một dạng biến đổi của thuật toán chia thông thường.)
Bất kỳ số nào mà không thể biểu diễn như một tỷ lệ của hai số nguyên được gọi là số vô tỉ. Việc biểu diễn thập phân của chúng không chấm dứt hay lặp lại vô hạn nhưng kéo dài mãi mãi mà không lặp lại thường xuyên. Ví dụ về các số vô tỉ như vậy là căn bậc hai của 2 và số pi.
⚠ Tuy nhiên, cách viết thường gặp nhất là: 0,333333... viết gọn là 0,(3). Cứ như thế. (3) là phần tuần hoàn.

## Bảng giá trị
| Phân số                         | Giá trị                    | Độ dài lặp lại        | Phân số                         | Giá trị                        | Độ dài lặp lại | Phân số | Giá trị                   | Độ dài lặp lại |
| ------------------------------- | -------------------------- | --------------------- | ------------------------------- | ------------------------------ | -------------- | ------- | ------------------------- | -------------- |
| {\displaystyle {\frac {1}{2}}}  | 0,5                        | 0                     | 1/17                            | 0.0588235294117647             | 16             | 1/32    | 0.03125                   | 5              |
| {\displaystyle {\frac {1}{3}}}  | 0,(3)                      | 1                     | 1/18                            | 0.05                           | 2              | 1/33    | 0.03                      | 2              |
| {\displaystyle {\frac {1}{4}}}  | 0,25                       | 0                     | 1/19                            | 0.052631578947368421           | 18             | 1/34    | 0.02941176470588235       | 16             |
| {\displaystyle {\frac {1}{5}}}  | 0,2                        | 0                     | 1/20                            | 0.05                           | 2              | 1/35    | 0.0285714                 | 6              |
| {\displaystyle {\frac {1}{6}}}  | 0,1(6)                     | 2                     | 1/21                            | 0.047619                       | 6              | 1/36    | 0.027                     | 3              |
| {\displaystyle {\frac {1}{7}}}  | {\displaystyle 0,(142857)} | 6                     | 1/22                            | 0.045                          | 2              | 1/37    | 0.027                     | 3              |
| {\displaystyle {\frac {1}{8}}}  | 0,125                      | 3                     | {\displaystyle {\frac {1}{23}}} | 0,(0434782608695652173913)     | 22             | 1/38    | 0.0263157894736842105     | 19             |
| {\displaystyle {\frac {1}{9}}}  | 0,(1)                      | 1                     | 1/24                            | 0,041(6)                       | 4              | 1/39    | 0.025641                  | 6              |
| {\displaystyle {\frac {1}{10}}} | 0,1                        | 1                     | 1/25                            | 0.04                           | 2              | 1/40    | 0.025                     | 3              |
| {\displaystyle {\frac {1}{11}}} | 0,(09)                     | 2                     | 1/26                            | 0.0384615                      | 7              | 1/41    | 0.02439                   | 5              |
| {\displaystyle {\frac {1}{12}}} | 0,08(3)                    | {\displaystyle 3-2=1} | 1/27                            | 0.037                          | 3              | 1/42    | 0.0238095                 | 7              |
| {\displaystyle {\frac {1}{13}}} | 0,(076923)                 | 6                     | 1/28                            | 0.03571428                     | 7              | 1/43    | 0.023255813953488372093   | 21             |
| {\displaystyle {\frac {1}{14}}} | 0,0(714285)                | 6                     | 1/29                            | 0.0344827586206896551724137931 | 28             | 1/44    | 0.0227                    | 4              |
| {\displaystyle {\frac {1}{15}}} | 0,0(6)                     | 1                     | 1/30                            | 0.03                           | 2              | 1/45    | 0.02                      | 2              |
| {\displaystyle {\frac {1}{16}}} | 0,0625                     | 0                     | 1/31                            | 0.032258064516129              | 15             | 1/46    | 0.02173913043478260869565 | 23             |